# Баринова, Татьяна Михайловна
Татьяна Михайловна Баринова (1918 год, Рига — дата смерти неизвестна) — бригадир цеха резиновой обуви завода «Сарканайс квадратс» Латвийского совнархоза, Рига, Латвийская ССР. Герой Социалистического Труда (1960). Депутат Верховного Совета Латвийской ССР 6 — 7 созывов.
С 1937 года трудилась на заводе «Sarkanais kvadrats». В послевоенное время возглавляла бригаду резиновой обуви, которая, досрочно выполнив производственные задания Шестой пятилетки (1956—1960), удостоилась звания «Бригада коммунистического труда». Указом Президиума Верховного Совета СССР от 7 марта 1960 года удостоена звания Героя Социалистического Труда «в ознаменование 50-летия Международного женского дня, за выдающиеся достижения в труде и особо плодотворную общественную деятельность» с вручением ордена Ленина и золотой медали Серп и Молот.
Избиралась депутатом Верховного Совета Латвийской ССР 6 — 7 созывов (1963—1971), членом Президиума Верховного Совета Латвийской ССР, делегатом XXII съезда КПСС.
После выхода на пенсию проживала в Риге.